# Altopiano dei Sette Comuni
Altopiano dei Sette Comuni este o arie protejată (arie specială de conservare — SAC, sit de importanță comunitară — SCI, arie de protecție specială avifaunistică — SPA) din Italia întinsă pe o suprafață de 14.988 ha, integral pe uscat.

## Localizare
Centrul sitului Altopiano dei Sette Comuni este situat la coordonatele 45°57′24″N 11°28′53″E / 45.956667°N 11.481389°E.

## Înființare
Situl Altopiano dei Sette Comuni a fost declarat sit de importanță comunitară în septembrie 1995 pentru a proteja 1 specie de plante și 35 de specii de animale. Alte tipuri de protecție:
- arie de protecție specială avifaunistică (în august 2003)
- arie specială de conservare (în iulie 2018)[2][3][4]

## Biodiversitate
Situată în ecoregiunea alpină, aria protejată conține 9 habitate naturale: Liziere de ierburi înalte hidrofile de câmpie și de nivel montan până la alpin, Pante stâncoase calcaroase cu vegetație casmofită, Pajiști alpine și subalpine calcaroase, Pajiști cu Molinia pe soluri calcaroase, turboase sau argilos-nămoloase (Molinion caeruleae), Tufărișuri cu Pinus mugo și Rhododendron hirsutum (Mugo-Rhododendretum hirsuti), Păduri acidofile de Picea de la nivel montan la nivel alpin (Vaccinio-Piceetea), Păduri ilirice de Fagus sylvatica (Aremonio-Fagion), Grohotișuri termofile și vest-mediteraneene, Mlaștini turboase de tranziție și turbării mișcătoare.
La baza desemnării sitului se află mai multe specii protejate:
- plante (1): papucul doamnei (Cypripedium calceolus)
- păsări (34): inărița (Acanthis flammea), uliu porumbar (Accipiter gentilis), minunița (Aegolius funereus), rață pitică (Anas crecca), fâsă-de-câmp (Anthus campestris), fâsă de pădure (Anthus spinoletta), acvilă de munte (Aquila chrysaetos), cocoșul de mesteacăn (Bonasa bonasia), buha (Bubo bubo), barză albă (Ciconia ciconia), erete vânăt (Circus cyaneus), ciocănitoare neagră (Dryocopus martius), egretă mică (Egretta garzetta), becațină comună (Gallinago gallinago), ciuvică (Glaucidium passerinum), Lagopus muta helvetica, sfrâncioc roșiatic (Lanius collurio), pițigoi moțat (Lophophanes cristatus), Lyrurus tetrix tetrix, cinghiță alpină (Montifringilla nivalis), pietrar sur (Oenanthe oenanthe), ciocănitoare verzuie (Picus canus), ploier auriu (Pluvialis apricaria), pițigoi de munte (Poecile montanus), Prunella collaris, stăncuță alpină (Pyrrhocorax graculus), sitar de pădure (Scolopax rusticola), rață cârâitoare (Spatula querquedula), scatiu (Spinus spinus),  cocoș de munte (Tetrao urogallus), fluturașul de stâncă (Tichodroma muraria), fluierar de mlaștină (Tringa glareola), fluierarul de zăvoi (Tringa ochropus), mierlă gulerată (Turdus torquatus)
- amfibieni (1): Salamandra atra aurorae

Pe lângă speciile protejate, pe teritoriul sitului au mai fost identificate 26 de specii de plante, 1 specie de amfibieni, 10 specii de mamifere, 2 specii de reptile.